# Antonio Beltrami
Antonio Beltrami (* 1724 in Cremona; † 1784 ebenda) war ein italienischer Maler des (Spät-)Barocks und des Klassizismus. 
Er kam in Cremona zur Welt und war ein Schüler von Francesco Boccaccino. Von seinen Bildern ist in Cremona die Hauptaltartafel von S. Ilano erhalten (früher in S. Apollinare). Auf Empfehlung der Mailänder Regierung wirkte er von 1764 bis 1767 am kaiserlichen Hof in Wien, wo er Landkarten mit Kostümfiguren der betreffenden Gebiete auszuführen hatte.
Der Gemmenschneider Giovanni Beltrami war vermutlich sein Neffe.